# Динтем-Бодья
Динтем-Бодья (удм. Дӥньтэм Бӧдья) — деревня в Завьяловском районе Удмуртии, входит в состав Каменского сельского поселения.

## География
Деревня находится в верховьях реки Дыньтэмка, на расстоянии 13 км к юго-западу от села Завьялово, административного центра района, и 19 км к югу от города Ижевск, столицы республики.

### Часовой пояс
Деревня Динтем-Бодья, как и вся Удмуртская Республика, находится в часовой зоне МСК+1. Смещение применяемого времени относительно UTC составляет +4:00.

## История
Упоминается со времен восстания Пугачёва. В 1888 году в деревне была построена часовня.

## Население
| 2010 | 2012 |
| ---- | ---- |
| 228  | ↗233 |

## Улицы
- ул. Ветеранов,
- ул. Заречная,
- ул. Кировская,
- ул. Молодёжная,
- ул. Шоссейная.